# Parafia Świętych Apostołów Piotra i Pawła w Szczecinie (rzymskokatolicka)
Parafia pod wezwaniem Świętych Apostołów Piotra i Pawła w Szczecinie – parafia rzymskokatolicka należąca do dekanatu Szczecin-Słoneczne, archidiecezji szczecińsko-kamieńskiej, metropolii szczecińsko-kamieńskiej. Została erygowana w 1945. Mieści się w Szczecinie przy ulicy Niklowej.